# Titanophilus maximus
Titanophilus maximus är en mångfotingart som beskrevs av Chamberlin 1915. Titanophilus maximus ingår i släktet Titanophilus och familjen kamjordkrypare.
Artens utbredningsområde är Haiti. Inga underarter finns listade i Catalogue of Life.